# Jones and His New Neighbors
Jones and His New Neighbors  è un cortometraggio del 1909 diretto da David W. Griffith. Prodotto e distribuito dall'American Mutoscope & Biograph, il film - girato a Perry Street al Greenwich Village - uscì nelle sale il 29 marzo 1909.

## Trama
La nuova casa di Jones è perfettamente uguale a tutte le altre della stessa strada. Una sera, il malcapitato si troverà in una situazione poco piacevole quando entrerà per errore nella casa sbagliata.

## Produzione
Prodotto dall'American Mutoscope & Biograph, il film fu girato a Perry Street al Greenwich Village di New York nei giorni 24 e 25 febbraio 1909.

## Distribuzione
Il copyright del film, richiesto dall'American Mutoscope and Biograph Co., fu registrato il 26 marzo 1909 con il numero H124891.
Distribuito dall'American Mutoscope & Biograph, il film - un cortometraggio di cinque minuti - uscì nelle sale il 29 marzo 1909.
Nelle proiezioni, veniva programmato con il sistema dello split reel, accorpato in un'unica bobina con un altro cortometraggio prodotto dalla Biograph e diretto da Griffith, The Medicine Bottle.
Non si conoscono copie ancora esistenti della pellicola che viene considerata presumibilmente perduta.